# Урхель (графство)
Графство Урхель (Уржель) (исп. Condado de Urgel, кат. Comtat d'Urgell) — феодальное государство на северо-востоке современной Испании, в Каталонии. Возникла как территориальная единица (паг), подчинённая королевству франков, в VIII веке. Граничило с графствами Палларс и Сердань. С 815 по 1413 год управлялось собственными династиями, хотя с начала XIV века уже входило в состав Королевства Арагон. В период своего расцвета графство Урхель занимало территорию от Пиренеев до Лериды. Это соответствует современным комаркам (районам) Испании Альт-Уржель, Ногера, Сольсонес, Пла-д'Уржель и Уржель, а также Андорре.
Столица графства сперва находилась в городе Сео-де-Уржель, затем была перенесена в Балагер. Епископ Урхельский (с кафедрой в Сео-де-Уржель) до сих пор формально является одним из глав государства Андорры (вторым — президент Франции). Однако резиденцией урхельских графов был Аграмун, чеканивший собственную монету («аграмунтеса»). В 1413 году графство прекратило своё существование. После неудачного восстания графа Хайме II против короля Арагона Фернандо I графство Урхель вошло в состав Королевства Арагон.

## Франкское правление
Графство Урхель возникло в результате завоевания франками между 785 и 790 годами территорий к югу от Пиренеев, примерно соответствующих современной комарке Альт-Уржель. Изначально Урхель был частью Тулузской марки.
В 798 году франки поставили графом Урхеля Борреля, который также был графом Серданьи и Осоны. После смерти Боррелла в 820 году графство Урхель перешло под контроль графа Арагона Аснара I Галиндеса. Последнему в 824 году в Урхеле и Серданье наследовал его сын Галиндо I Аснарес. В 834 году он был изгнан из Урхеля, и графством стал управлять граф Барселоны Сунифред, предполагаемый сын Борреля де Осона. В 848 году Сунифред умер, и графом Урхеля и Серданьи стал Саломон (848—870), происхождение которого неизвестно. В 870 году Карл Лысый передал Урхель и Серданью графу Барселоны Вифреду I, сыну Сунифреда.

## Независимость
После смерти короля Франции Людовика II в 879 году власть франкских королей существенно ослабела, и феодалы, особенно на периферии Франкского королевства, стали объявлять свою независимость от короля. После смерти Вифреда в 897 году его дети разделили между собой графство Барселона. Графство Урхель досталось Сунифреду II (897—948). Графство Серданья также стало независимым.

## Первая Урхельская династия
Сунифред умер в 948 году, не оставив наследников. Графство Урхель перешло к его племяннику, Боррелю II, графу Барселоны. Перед смертью в 992 году Боррель разделил своё государство между двумя сыновьями: Рамон Борель получил Барселону, Жерону и Осону, а Урхель отошёл к Эрменголу (Эрменгельту). Последний стал основателем первой урхельской династии, правившей до начала XIII века.
Территория графства Урхель в конце X века примерно соответствовала современной территории комарки Альт-Уржель. Начиная с XI века начинается его расширение, связанное с ослаблением Андалусии и её распадом на мелкие мусульманские государства. Около 1000 года христиане завоевали регион Понтс, затем долину Артеса-де-Сегре (1024—1026), долину Мейи (1018—1020), Агера (1034—1048), а также местности вблизи современных городов Санта-Линья ([036), Камараса (1050), Гисона (1020—1024) и Аграмун (1070). Завоевание Альменары в 1078 году позволило включить в состав графства Урхель территории Среднего и Нижнего Урхеля, вплоть до Барбенса и Линьолы. В 1096 году Гильермо, сын графа Эрменгола IV, унаследовал графство Форкалькье от своей матери Аделаиды. В 1105 году был завоёван Балагер, впоследствии ставший столицей графства. В 1130 году урхельские графы завоевали Альжерри, а в 1149 году совместно с графами Барселоны — Лериду.

Графство Урхель на карте северо-восточной Испании сер. 12 в.

В 1208 году умер граф Эрменгол VIII, не имевший сыновей. Ему наследовала двенадцатилетняя дочь Эрумбо, однако в 1206 году правитель Кабреры Геро IV оспорил права Эрумбо и объявил себя наследником. Эрменгол заручился поддержкой короля Арагона Педро II. Арагонский закон допускал наследование трона женщиной, в то время как каталонский, которым пользовался Журо, такое наследование исключал.
Педро согласился защитить права вдовы и дочери Эрменгола в обмен на то, что их владения переходили королевству Арагон. Мать Эрумбо, Эльвира, поддерживала порядок в графстве до своей смерти в 1220 году. В 1210 году Журо попытался захватить Урхель, но попал в плен к королю Арагона. В 1213 году, после гибели последнего, Журо был освобождён, в 1220 году занял Урхель и стал де-факто правителем. В результате серии соглашений с новым королём Арагона Хайме I Журо ещё в 1217 году получил формальный титул графа Урхель, независимого от Арагона, который в 1222 году был подтверждён. Эрумбо, вышедшая замуж в 1212 году за Альваро Переса де Кастро, в 1228 году после расторжения брака заручилась помощью Хайме I в своих притязаниях на графство Урхель.
Хайме начал войну против наследников Журо IV де Кабреры, и в 1231 году окончательно подчинил Урхель Арагонскому королевству. Формально до начала XIV века графство Урхель сохраняло признаки независимости и управлялось своими династиями.

## Вторая Урхельская династия
В 1231 году Эрумбо умерла бездетной, на чём прервалась первая Урхельская династия. За этим последовала война короля Арагона, заинтересованного в сохранении графства Урхель в составе королевства, и династии Кабрера, претендовавшей на независимое графство. В 1236 году Хайме I передал управление графством Урхель Понсу I де Кабрера, сыну Журо IV. Впоследствии в правление арагонского короля Педро III (1285—1291) вопрос наследования Урхеля привёл к двум феодальным войнам.

## Третья Урхельская династия
В 1314 году умер граф Эрменгол X, назначив наследницей свою внучатую племянницу Терезу де Энтенса. Последняя была замужем за инфантом Альфонсо, вторым сыном короля Арагона Хайме II. Впоследствии старший сын Хайме отказался от притязаний на трон, и в 1327 году Альфонсо стал королём Арагона под именем Альфонсо IV. Он выделил Урхель из владений, принадлежащих его старшему сыну, и передал его второму сыну, Хайме I. Последний считается основателем третьей урхельской династии.
В 1410 году король Арагона Мартин I умер, не оставив наследников. Это привело к двухлетнему периоду междуцарствия, в котором Хайме II Урхельский был одним из претендентов на арагонский трон. В результате Каспского компромисса 28 июня 1412 года королём Арагона был провозглашён Фернандо де Трастамара, инфант Кастилии, под именем Фердинанда I. В 1413 году Хайме поднял против него восстание. Восстание потерпело поражение, и Фердинанд окончательно присоединил графство Урхель к Арагонскому королевству. Хайме (прозванный Несчастным) был приговорён к пожизненному заключению и умер в тюрьме в 1433 году.

## Список графов Урхеля
Каролингские графы
- 798—813/820: Боррель (ум. 813/820), граф Осоны, Урхеля и Сердани с 798
- 820—832: Аснар I Галиндес (ум.839), граф Урхеля и Сердани 820, граф Арагона 809—820
- 832—838: Галиндо I Аснарес (ум.867), граф Урхеля 832—834, Сердани 832—832, Палларса и Рибагорсы 833—844, Арагона с 844
- 838—848: Сунифред (ум. 848), граф Урхеля и Серданьи с 838, маркиз Септимании и граф Нарбонны, Агда, Безье, Мельгей, Нима, Барселоны, Безалу, Жероны и Осоны с 844, граф Конфлана
- 848—870: Саломон (ум. 870), граф Урхеля и Сердани с 848, граф Конфлана с 860

Наследственные графы (Барселонский дом)
- 870—897: Вифред I Волосатый (ок. 840—897), граф Урхеля и Сердани с 870, граф Барселоны и Жироны с 878, граф Осоны с 886, граф Конфлана с 896
- 897—948: Сунифред II (ум. 948)
- 948—992: в составе графства Барселона

Первая Урхельская династия (ветвь Барселонского дома)
- 992—1010: Эрменгол I Кордовец (972—1010), граф Урхеля с 992 (до 989 соправитель Рамона Борреля I)
- 1010—1038: Эрменгол II Странник (1009—1038), сын предыдущего
- 1038—1065: Эрменгол III эль де Барбастро (ум. 1066), сын предыдущего
- 1065—1092: Эрменгол IV эль де Герп (1056—1092), сын предыдущего
- 1092—1102: Эрменгол V эль де Моирука (1078/1079—1102), сын предыдущего
- 1102—1154: Эрменгол VI Кастилец (1096—1154), сын предыдущего
- 1154—1184: Эрменгол VII Валенсиец (ум. 1184), сын предыдущего, до 1149 соправитель отца
- 1184—1209: Эрменгол VIII эль де Сан Хиларио (1158—1209), сын предыдущего
- 1209—1213: Эрумбо (1196—1231), дочь предыдущего
- 1213—1228: Геро IV де Кабрера (ум. после 1228), сеньор де Кабрера, виконт де Жирона и де Ажер, сын Понса III де Кабрера и Маркуезы, дочери графа Эрменголя VII
- 1228—1231: Эрумбо (вторично)
1228—1228: Альваро Перес де Кастро эль-Кастельяно (ум. 1240), 1-й муж Эрумбо
1229—1231: Педро I Португальский (1187—1258), инфант Португалии, граф Урхеля 1229—1231, король Майорки 1231—1244, 1254—1258, 2-й
- 1231—1236: в составе королевства Арагон

Вторая Урхельская династия (ветвь дома Кабрера)
- 1236—1243: Понс I де Кабрера (ум. 1243), виконт де Кабрера (Понс IV), сын Журо IV де Кабрера
- 1243: Эрменгол IX (ум. 1243), сын предыдущего
- 1243—1267: Альваро (1239—1267), брат предыдущего
- 1267—1314: Эрменгол X (1260—1314), сын предыдущего
- 1314—1327: Тереза де Энтенса (ум. 1327), дочь Гомбо де Энтенса и Антильон, дочери графа Альваро Урхельского
1314—1328: Альфонсо I Добрый (1299—1336), граф Барселоны (Альфонсо III), король Арагона (Альфонсо IV), Валенсии (Альфонсо II), Сардинии (Альфонсо I), титулярный король Корсики (Альфонсо I) с 1327, граф Урхеля (Альфонсо I) 1314—1328, муж Терезы

Третья Урхельская династия (ветвь Арагонского (Барселонского) дома)
- 1328—1347: Хайме I (1321—1347), сын Альфонса IV Арагонского и Терезы де Энтенсы
- 1347—1408: Педро II (1340—1408), сын предыдущего
- 1408—1413: Хайме II Несчастный (1380—1433), сын предыдущего

В 1413 году графство конфисковано и присоединено к Арагону.